# Dactylolabis (Dactylolabis) longicauda megastylata
Dactylolabis (Dactylolabis) longicauda megastylata is een ondersoort van de tweevleugelige Dactylolabis (Dactylolabis) longicauda uit de familie steltmuggen (Limoniidae). De ondersoort komt voor in het Palearctisch gebied.